# Король планеты Зима
«Король планеты Зима» (англ. Winter's King) — фантастический рассказ американской писательницы Урсулы Ле Гуин. Хронологически является сиквелом романа «Левая рука тьмы», хотя написан был раньше, в процессе работы над миром произведения. Рассказ входит в Хайнский цикл, а также в сборник «Двенадцать румбов ветра», изданный в 1975-м году. В первом издании личные местоимения были мужскими, во всех последующих — женскими.
Действие рассказа происходит на вымышленной планете Гетен, которую из-за холодного климата также называют Зимой. Жители планеты Гетен — двуполые гуманоиды, большую часть жизни они не обладают выраженными половыми признаками и сексуально не активны, однако в период так называемого кеммера, который длится 2-4 дня каждый лунный месяц, приобретают мужские или женские признаки. При этом различия во внешности и психологии гетенианцев с землянами не столь существенны. По хронологии события рассказа имеют место примерно через 200 лет после окончания событий романа «Левая рука Тьмы». Планета Гетен вошла в состав Лиги Миров, однако отношения гетенианцев с остальными представителями Экумены развиваются не очень благополучно.

## Персонажи
- Аргавен XVII — молодой король государства Кархайд, происходил из династии Харге, "личность настолько яркая и удачливая, какие вряд ли рождались когда-либо на этой планете". Он был стремительный, храбрый, непредсказуемый, однако весьма здравомыслящий и упорный в своих намерениях, а также поистине великодушен. Его отец, король Эмран, был угрюмым, неласковым человеком, подверженным безумию, как и половина королей Кархайда. Проблемы с психикой, правда, спровоцированные заговорщиками, были и у Аргавена XVII.
- Ребад — один из ближайших людей в окружении молодого короля, имевший на него огромное влияние. Он носил красно-белые одежды, его лицо выражало спокойствие и ложную заботу, голос был тихим и вкрадчивым.
- Лорд Герер рем ир Верген — двоюродный брат короля и его советник. Ребад вынудил короля признать Герера виновным в измене. "С виду этот человек походил на черную каменную глыбу, тяжелую, грубо обтесанную. Он всегда отличался спокойствием, осторожностью и расчетливостью, а порой даже жестокостью". Для него не было в жизни иной цели, кроме верного служения любимому королю Аргавену. Он был уже немолод, и относился к юному королю, как к своему ребенку.
- Акст — мобиль и полномочный посол Экумены на планете Зима.
- Эмран — единоутробный ребенок короля Аргавена XVII, ставший впоследствии правителем Кархайда. Эмран был, так сказать, отцом шестерых детей, но сам не производил на свет дитя, то есть законного наследника.
- Пепенерер — портовый стражник, случайно обнаруживший короля Аргавена в полубессознательном состоянии после принудительного приема наркотиков.
- Хоуг рем ир Хоугремм — королевский врач.
- Кер рем ир Керхедер — один из верных Аргавену людей, встретивший его после возвращения на Гетен. Король помнил его юным застенчивым пажом и узнал по высохшей руке.
- Хоррсед — полномочный посол Экумены на планете Гетен после Акста.
- Коргри — личный страж короля.
- Баннитх — дворцовый стражник, прислуживавший королю, когда тот был еще ребенком. Встречал вернувшегося короля, будучи уже сморщенным и почерневшим от возраста стариком.

## Сюжет
Молодой король Кархайда, Аргавен XVII, подвержен приступам паники и кошмарам, во время которых становится крайне уязвим и внушаем. Это не кажется особенно странным его придворным, так как половина королей Кархайда, в том числе и отец нынешнего правителя, были безумны. Аргавен попадает под влияние своего приближенного Ребада, который, пользуясь нестабильным состоянием короля, заставляет его отдавать нелогичные приказы, например, стрелять по толпе недовольных или обвинить в измене его кузена, лорда Герера. Ребад устраивает похищение короля, а через две недели Аргавена случайно обнаруживают в Старой Гавани, в полубессознательном состоянии и под воздействием наркотиков. Врачи, осмотрев его, пришли к выводу, что его психика подвергалась какому-то искусственному воздействию, и Аргавен обращается за помощью к посланнику Ойкумены на планете Гетен, в надежде, что представители более развитой цивилизации помогут ему. Аргавен отрекается от престола в пользу своего маленького сына Эмрана и уезжает на планету Оллюль. Путешествие туда длится 24 года для обитателей планет и несколько часов для самого Аргавена. Оллюльские врачи излечивают бывшего короля от приступов безумия, которые, как оказалось, вызывались кодовой фразой «Ваше Величество, раскрыт заговор... готовилось покушение на вашу жизнь…», которую часто произносил Ребад. Аргавен поступает в экуменическую Высшую школу и получает разностороннее образование, узнаёт много нового и расширяет своё сознание. Через двенадцать лет жизни на Оллюль бывшего короля убеждают вернуться на планету Гетен. Путешествие туда длится ещё 24 года, в результате чего Аргавен всё ещё молод, а его сын уже глубокий старик, к тому же ввергнувший Кархайд в упадок и террор. С моменты отъезда Аргавена прошло 60 лет, за это время связь между Гетен и Лигой Миров была почти прервана и Кархайд оказался ввергнут в гражданскую войну и глубокий кризис. Народ с радостью принимает Аргавена как своего подлинного короля. Его сын Эмран совершает самоубийство, и Аргавен XVII снова садится на трон.